# 铃鹿隧道 (国道1号)

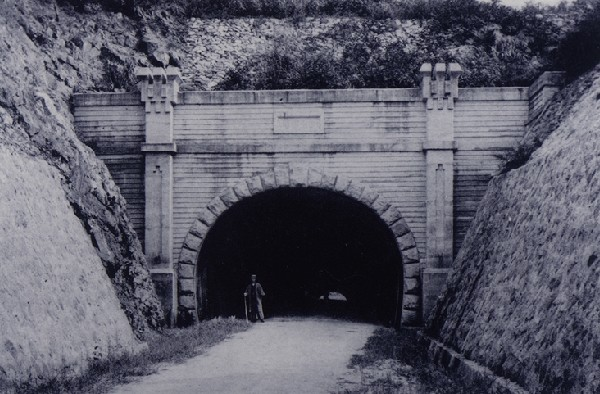
1930年左右的滋贺县一侧隧道口

铃鹿隧道（日语：／）是日本的国道1号上的公路隧道，穿过三重县亀山市与滋贺县甲賀市之间的鈴鹿山脈鈴鹿峠，最早的隧道1922年6月20日开工，1924年7月20日通车，长276米，1970年代在一旁新建了新铃鹿隧道，长395米，1978年11月30日通车，1990年代又对老隧道进行了拓宽重建，1991年5月15日通车。